# قاسم‌آباد (میرجاوه)
قاسم‌آباد روستایی در دهستان جون‌آباد بخش لادیز شهرستان میرجاوه استان سیستان و بلوچستان ایران است.

## جمعیت
بر پایه سرشماری عمومی نفوس و مسکن در سال ۱۳۹۵ جمعیت این مکان ۱۳۱ نفر (۳۸خانوار) بوده‌است.